# Budziska (województwo świętokrzyskie)
Budziska – wieś sołecka w Polsce położona w województwie świętokrzyskim, w powiecie staszowskim, w gminie Łubnice.
W 1565 roku wieś w powiecie wiślickim województwa sandomierskiego kupił od Olbrachta Łaskiego kasztelan rawski Stanisław Wolski. Wieś wraz z folwarkiem wchodziła w 1662 roku w skład majętności łubnickiej Łukasza Opalińskiego. W latach 1975–1998 miejscowość administracyjnie należała do województwa tarnobrzeskiego.

## Części wsi
| SIMC    | Nazwa   | Rodzaj             |
| ------- | ------- | ------------------ |
| 0798423 | Górajki | część miejscowości |
| 0798430 | Kolonia | część miejscowości |
| 0798446 | Niwa    | część miejscowości |

W części Budzisk znajduje się miejsce kulturowo-rozrywkowe zwane Żwirownia. Dzielnica należy do najpopularniejszych w powiecie staszowskim dąbrowskim buskim oraz mieleckim.
W Budziskach znajduje się dom zakonny ojców trynitarzy, wzniesiony w 1986 roku przez pochodzącego stąd o. Jerzego Kępińskiego.

## Historia
Według spisu z roku 1827 w Budziskach, wsi prywatnej było 51 domów i 337 mieszkańców.